# كلية العلوم السياسية (جامعة بغداد)

## مقدمة
تأسست كلية العلوم السياسية في جامعة بغداد عام 1959 تحت اسم كلية القانون والسياسة، وكانت تضم قسمي القانون والعلوم السياسية. خلال ثمانينيات القرن العشرين، شهدت الكلية عدة تغييرات تنظيمية، حيث أُنشئ قسم العلوم السياسية ضمن كلية الآداب، ثم انتقل لاحقًا إلى كلية الاقتصاد.
في عام 1963، تم تأسيس كلية الاقتصاد والعلوم السياسية، إلا أنه مع إعادة تنظيم جامعة بغداد عام 1969، أُعيد دمج قسم العلوم السياسية ضمن كلية القانون والسياسة، وكان مقرها في منطقة الوزيرية.
في عام 1987، تم فصل قسم العلوم السياسية ليصبح كلية مستقلة تحت اسم كلية العلوم السياسية.

### الإدارة والتطور الإداري
تولى إدارة كلية القانون والسياسة، ثم كلية العلوم السياسية بعد استقلالها، عدد من الأكاديميين البارزين. في عام 1986، شغل الدكتور محمد الدوري منصب عميد كلية القانون والسياسة، وهو الذي عُرف لاحقًا بتمثيله العراق في الأمم المتحدة خلال فترة غزو العراق عام 2003.

بعد فصل كلية العلوم السياسية عن كلية القانون، أصبح الدكتور شفيق السامرائي أول عميد لكلية العلوم السياسية، وانتقل مقرها إلى باب المعظم بجوار كلية الآداب. كما تولى الدكتور طارق الكسار منصب معاون العميد في تلك الفترة.

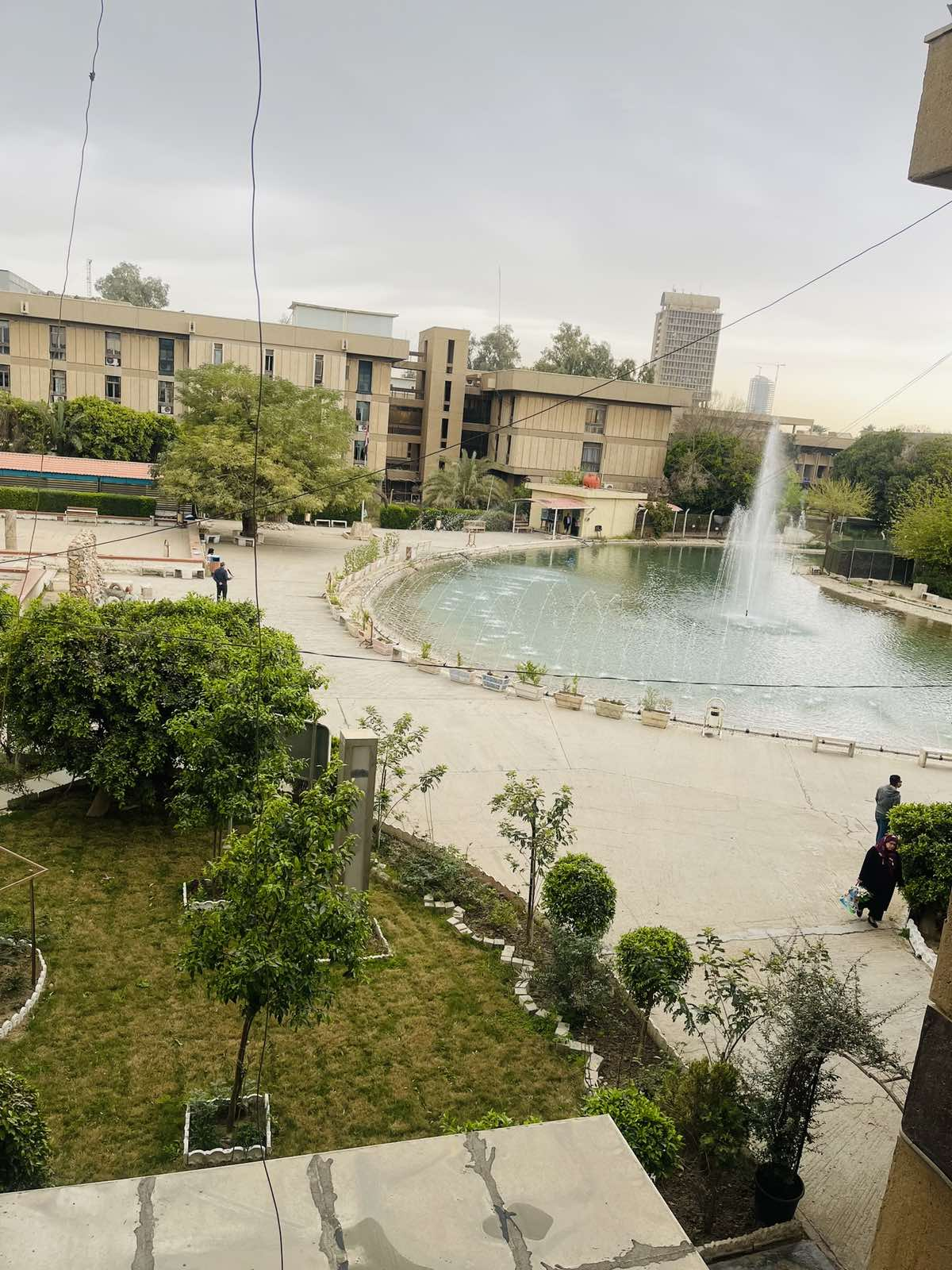

#### الهيئة التدريسية
يحاضر في كلية العلوم السياسية - جامعة بغداد عدد من الأكاديميين والمتخصصين البارزين في مجالات العلوم السياسية والقانون، ومنهم:
- الأستاذ الدكتور صادق الأسود
- الدكتور عبد الرضا الطعان
- الأستاذ طارق حرب، وهو محامٍ وخبير قانوني وسياسي

بالإضافة إلى أساتذة آخرين ساهموا في تطوير المناهج الأكاديمية وإعداد الكوادر المتخصصة في العلوم السياسية.
الخريجون البارزون
تخرج من الكلية عدد من الشخصيات السياسية التي شغلت مناصب بارزة في العراق بعد عام 2003، ومنهم:
- فائق الشيخ علي (مواليد 1963 - النجف): سياسي ومحامٍ عراقي،. عارض نظام صدام حسين وكان عضوًا في مجلس النواب العراقي (2014)، كما ترشح لمنصب رئاسة الوزراء. تخرج من الكلية عام 1987.
- عقيل الطريحي (مواليد 1964 - كربلاء):  سياسي عراقي، شغل منصب محافظ كربلاء.
- سلمان الجميلي (مواليد 1963): سياسي عراقي، شغل منصب وزير التخطيط في حكومة حيدر العبادي (2014)، وكان عضوًا سابقًا في مجلس النواب العراقي. تخرج من الكلية عام 1987.
- عالية نصيف (مواليد 1963):سياسية عراقية، شغلت عضوية مجلس النواب العراقي لعدة دورات متتالية.
- علوم سياسية في التعليم

## وصلات خارجية
الموقع الرسمي للكلية